# Репрезентација Северне Македоније у хокеју на леду
Хокејашка репрезентација Северне Македоније (мкд. Репрезентација на Северна Македонија во хокеј на мраз) национални је тим у хокеју на леду који на међународној сцени представља балканску државу Северну Македонију. Репрезентација делује под окриљем Хокејашког савеза Северне Македоније који је пуноправни члан ИИХФ од 4. октобра 2001. године.

## Историјат
Прва, и за сада једина ледена површина стандардних димензија у земљи отворена је 2011. у оквиру спортског центра Борис Трајковски у Скопљу. Репрезентација је прву међународну (незваничну) утакмицу одиграла против бугарског тима Црвена звезда из Софије у Скопљу 27. марта 2011. године. Македонија је изгубила ту утакмицу са 4:1 Да би репрезентација добила право учешћа на међународним такмичењима под окриљем ИИХФ-а потребно је да национални савез оформи домаће лигашко такмичење у ком би учествовала минимално 4 клуба.
Након 3 године паузе, крајем децембра 2014. у Скопљу је одражан хокејашки фестивал на којем је учествовала и сениорска репрезентација Македоније која је одиграла две пријатељске утакмице против јуниорске репрезентације Бугарске. Након пораза у првој утакмици од 5:6 након продужетака, Македонци већ следећег дана долазе до историјске прве победе од 4:3 (након извођења пенала).
Прве две званичне међународне утакмице северномакедонски хокејаши одиграли су у Сарајеву против Босне и Херцеговине 20. и 21. јануар 2018. године. У првој утакмици остварили су победу од 8:7, док је други сусрет завршен резултатом 6:7 у корист домаћег тима.
У новембру 2018. репрезентација је учествовала на другом по реду развојном купу у немачком Фисену, где су у конкуренцији Андоре, Ирске и Португала освојили прво место забележивши свих пет победа.

## Биланс са другим репрезентацијама
Закључно са крајем 2018. године.
| Репрезентација      | Ут | Поб | Н | Пор | Г+ | Г− |
| ------------------- | -- | --- | - | --- | -- | -- |
| Андора              | 2  | 2   | 0 | 0   | 15 | 7  |
| Босна и Херцеговина | 2  | 1   | 0 | 1   | 14 | 14 |
| Ирска               | 1  | 1   | 0 | 0   | 9  | 6  |
| Португалија         | 2  | 2   | 0 | 0   | 14 | 7  |
| Укупно              | 7  | 6   | 0 | 1   | 52 | 34 |